# Siviard
Saint Siviard, cinquième abbé connu du monastère de Saint-Calais. Il a eu pour biographe un de ses contemporains, religieux du VIIe siècle.

## Biographie
Jean-Barthélemy Hauréau voit dans sa vie une sorte de rotulus mortuaire destiné à être porté d'église en église en signe de confraternité. Le texte ne semble pas pour l'abbé Angot indiquer cette destination spéciale et une rédaction aussi immédiate. Mais à s'en rapporter au narrateur, il avait connu le saint abbé non seulement dans le monastère où il l'eut pour père, mais dans son enfance et par là même dans son pays natal cujus non conversationem, ... ab adolescentia sua, optime novimus.
Siviard eut pour patrie le pays des Diablintes, pour père, Sigiram, noble Franc, pour mère Adda. Comme Bertrand du Mans, évêque du Mans, avait donné au pays diablintique, près de Poulay (aux Vaux de Champéon), des terres à son cher neveu Sigiram, il y a quelque vraisemblance dans la supposition faite par Le Corvaisier, identifiant le neveu de l'évêque avec le père de l'abbé. On suppose encore que Sigiram fut lui-même religieux et abbé de Saint-Calais, avant son fils. Une phrase du biographe l'insinue.
Dans la vie de Siviard, il ne nous apprend que sa passion pour l'étude dans son enfance, sa vocation à la vie religieuse où il auraot voulu s'ensevelir parmi les moines les plus obscurs, le choix de ses supérieurs qui l'élèvent au sacerdoce, les vertus qu'il pratique digne de tous les éloges que l'Écriture adresse aux saints ministres du Seigneur, son élection enfin à la chaire abbatiale après la mort de son père.
Thierry III qui le nomme venetabilis vir, confirme en sa faveur la possession des biens du monastère, en l'an 676. Pour lui, il édifia magnifiquement la maison de Dieu, de structure matérielle et en discipline spirituelle ; il reçut de l'évêque Aigilbert les lieux de Villiers et de Lantion et bâtit sur le territoire de Saint-Georges-de-la-Couée une villa et probablement un petit monastère. Il mourut sans tristesse, sans regrets, le premier jour de mars, la huitième année du règne de Thierry, c'est-à-dire en 680 ou 681. Un des moines fut averti de cette mort probablement subite par une vision où l'abbé lui fut montré dans la lumière céleste accompagné de saint Pierre et saint Paul, et lui recommandant de porter à sa sœur et à ses campagnes les eulogies qu'il leur avait préparées.
Un diplôme de Charlemagne de l'année 774 porte expressément que son corps reposait dans la villa de Savonnières en Saint-Georges-de-la-Couée, dernière fondation du saint abbé. C'est donc là que ses ossements auront été enlevés puis transportés à Sens à l'époque des invasions normandes. L'église de Laval en possède une portion notable depuis 1883.
Sur l'ordre de plusieurs évêques, Siviard écrivit la vie de saint Calais, fondateur de l'abbaye qu'il avait gouvernée. C'est du moins l'opinion de Jean Mabillon généralement suivie. L'écrit de l'abbé ne contient d'ailleurs presque aucun trait biographique en dehors de ceux qu'avaient déjà donnés l'auteur plus sobre de la vie de saint Avit, mais seulement des relations de miracles suivant l'usage des hagiographes de cette époque ou postérieurs.

## Source
« Siviard », dans Alphonse-Victor Angot et Ferdinand Gaugain, Dictionnaire historique, topographique et biographique de la Mayenne, Laval, A. Goupil, 1900-1910 [détail des éditions] (BNF 34106789, présentation en ligne), t. III, p. 718